# Pīrshahbāz
Pīrshahbāz (persiska: پیرشهباز) är en ort i Iran.   Den ligger i provinsen Khorasan, i den nordöstra delen av landet, 600 km öster om huvudstaden Teheran. Pīrshahbāz ligger 1 742 meter över havet och antalet invånare är 164.
Terrängen runt Pīrshahbāz är huvudsakligen kuperad, men den allra närmaste omgivningen är platt. Runt Pīrshahbāz är det ganska tätbefolkat, med 56 invånare per kvadratkilometer. Närmaste större samhälle är Khāyesk, 1,7 km sydväst om Pīrshahbāz. Trakten runt Pīrshahbāz består i huvudsak av gräsmarker.